# MilkyWay@Home
MilkyWay@Home — проект добровольных распределённых вычислений в области астрофизики, работающий на платформе BOINC. Цель проекта — попытка создания высокоточной трёхмерной динамической модели звёздных потоков в нашей Галактике — Млечный Путь (англ. Milky Way), с помощью данных, собранных в ходе Слоановского цифрового обзора неба (англ. Sloan Digital Sky Survey, SDSS) и более раннего обзора 2MASS. В качестве второстепенной цели проект также занимается разработкой и оптимизацией алгоритмов распределённых вычислений.
Проект был запущен в декабре 2007 г. кафедрами «Информатики и физики», «Прикладной физики» и «Астрономии» Политехнического института Ренсселира при поддержке Национального научного фонда США. Проект управляется группой, в которую входят такие учёные как Тревис Дезелл (англ. Travis Desell), Хейди Джо Ньюберг, Болеслав Шимански и Карлос Варела (англ. Carlos Varela). По состоянию на 5 сентября 2012 года в нём приняли участие 165 767 пользователей (339 030 компьютеров) из 209 стран, обеспечивая интегральную производительность в 431,8 терафлопс (в 2010 году производительность проекта составляла 1,45 петафлопс, что являлось сопоставимым с производительностью самых быстрых суперкомпьютеров). Участвовать в проекте может любой человек, обладающий подключённым к Интернет компьютером. Для этого необходимо установить на него программу BOINC и подключиться к проекту MilkyWay@home.

## Цели проекта

Динамика эволюции звёздного потока Стрельца (кликнуть для воспроизведения)

С середины 2009 года основной целью проекта стало моделирование звёздного потока Стрельца, произошедшего из карликовой эллиптической галактики в созвездии Стрельца и частично пересекающегося с пространством, занимаемым нашей Галактикой. Поток имеет нестабильную орбиту и скорее всего образовался в результате действия приливных сил по мере сближения карликовой галактики с галактикой Млечный Путь. Изучение подобных звёздных потоков и их динамики в перспективе может стать ключом к пониманию структуры, процесса формирования, эволюции и распределения гравитационного потенциала в Млечном Пути и других схожих галактиках, а также прояснить детали формирования приливных хвостов, возникающих при столкновении галактик. Кроме того, полученные результаты способны пролить свет на понимание явления тёмной материи, уточнение формы тёмного гало и его плотности. В процессе дальнейшего развития проекта планируется обратить внимание и на другие звёздные потоки (на данный момент также построены модели потоков Сироты и GD-1).

Модель звёздного потока

Используя данные обзора SDSS, производится разделение неба на области шириной около 2,5 градуса (англ. wedge или stripe). Далее с использованием вероятностных методов производится извлечение первичной информации о приливных потоках (отделение звёзд Галактики от звёзд потока, выполняемое в расчётных заданиях типа «separation»). Затем производится формирование новой равномерно заполненной звёздами области на основании информации о приливном потоке, причём поток в выбранной области условно считается цилиндрическим по форме, а распределение звёзд в нём — гауссовым (звёзды расположены чаще в средине, реже по краям). Подобный подход вызван тем, что для звёзд, образующих поток, известны координаты на небесной сфере, но неизвестно точное расстояние до каждой из них. Поток в каждой области характеризуется 6 параметрами:
- {\displaystyle w} — вес (процент звёзд в потоке);
- {\displaystyle \mu } — угловое направление в пределах области (англ. angular position in the stripe);
- {\displaystyle \phi }, {\displaystyle \theta } и {\displaystyle r} — 3 пространственные координаты (два угла и радиальное расстояние от Земли);
- {\displaystyle \sigma } — мера ширины (англ. measure of width).

Кроме того, каждая область также характеризуется двумя параметрами:
- {\displaystyle q} — мера плоскости галактического сфероида (англ. measure of the flatness of the spheroid);
- {\displaystyle r_{0}} — мера радиуса ядра галактического сфероида (англ. measure of the radius of the spheroid core).

Выбранная модель Галактики не является полной и теоретически может быть расширена за счёт добавления параметров толстого диска и балджа, но в данных исследованиях этого не требуется, так как большинство звёзд потоков находится за пределами плоскости Галактики. Кроме того, звёзды потока и Галактики отличаются по цвету, благодаря чему последние могут быть заранее исключены из рассмотрения .
Таким образом, для расчёта в каждой области необходимо отыскание значений {\displaystyle 2+6n} параметров, где {\displaystyle n} — число потоков в области. Во время расчёта сервер приложений отслеживает популяцию из наборов звёзд в выбранной области, каждый из которых принадлежит к одной из возможных моделей Млечного Пути, с целью отыскания численных значений параметров, наиболее адекватно описывающих наблюдаемые данные, с использованием распределённых эволюционных алгоритмов (метод максимального правдоподобия, генетические алгоритмы, метод роя частиц, метод дифференциальной эволюции, марковские цепи и метод Монте-Карло, адаптированные для распределённых вычислений).
Первой задачей в рамках проекта являлось более точное описание звёздного потока Стрельца по сравнению с известными на тот момент, на что потребовалось несколько месяцев расчёта с использованием грид. Далее аналогичным образом были построены модели других звёздных потоков Сироты и GD-1. Затем Мэттом Ньюби (англ. Matt Newby) было проведено моделирование с целью отыскания значений двух параметров сфероида в пределах всего неба. На основании данных о распределении звёзд в потоках выполняется моделирование динамики движения звёзд в потоках (расчётные задания типа «n-body»).
В ближайшей перспективе результаты моделирования могут дать ответы на два основных вопроса, не имеющих на данный момент однозначного ответа: о расположении и направлении движения звёздного потока Стрельца. Некоторые астрофизики полагают, что поток пройдет в непосредственной близости от нас; другие же уверены, что поток пройдёт выше Солнца (в плоскости Галактики).
Существует также подпроект "N-body" (MilkyWay@Home N-Body Simulation). Проект  нацелен на создание симуляции столкновения карликовых галактик в гравитационное поле галактики   Млечный Путь.

## История развития проекта
Проект начал развиваться с 2007 года, в 2008 году стали доступны оптимизированные клиентские приложения для 32-битных и 64-битных операционных систем.
К середине 2009 года на рабочие задания, направляемые клиентам, требовалось лишь 2—4 часа расчётов на современных процессорах, однако их обработка должна была быть завершена в кратчайшие сроки (как правило, 3 дня). Это делало проект менее подходящим для компьютеров, не работающих круглосуточно или где пользователи не разрешили вычисление в фоновом режиме. В январе 2010 года разрешённое время обработки задания было увеличено до 8 дней.
11 июня 2009 года были разработаны расчётные приложения с поддержкой технологии CUDA для графических процессоров Nvidia. 13 января 2010 года была добавлена поддержка графических процессоров от ATI Technologies, что позволило существенно повысить интегральную производительность проекта. Например, задания, требующие 10 минут вычислений на графическом процессоре ATI Radeon HD 3850 или 5 минут на ATI Radeon HD 4850, вычисляются 6 часов на одном ядре процессора AMD Phenom II с частотой 2,8 ГГц. При этом от видеокарт требуется поддержка операций с плавающей запятой двойной точности.

## Научные достижения

### 2010 год
- произведено моделирование динамики эволюции звёздного потока Стрельца [14].

### 2011 год
- произведено моделирование динамики эволюции звёздных потоков Стрельца, Сироты и GD-1 [4].

### 2012 год
- опубликованы результаты моделирования текущего положения потока Стрельца [18] и направления движения его отдельных компонентов [19].

### 2013 год
- опубликованы результаты моделирования динамики звёздного потока Сироты[20][21].